# قائمة الرتب العسكرية للقوات المسلحة الملكية المغربية
تخضع رتب القوات المسلحة الملكية المغربية لنظام التصنيف الثلاثي ألا وهو الشق البري (الجيش الميداني والدرك الحربي وقوات المشاة والقوات المساعدة) والشق الجوي (القوات المسلحة الجوية والدرك الجوي) والشق البحري (القوات البحرية والدرك البحري)، تعد أعلى رتبة في الجيش المغربي من نصيب القائد الأعلى للقوات المسلحة الملكية وهو الملك محمد السادس من بعده الجنرال. كما تخضع التسميات للنظام الفرنسي.

## رتب القوات البرية المغربية

### الضباط
| الرتب العسكرية للقوات المسلحة الملكية المغربية | سو ليوتنان | ليوتنان   | كابيتان | كومندون | ليوتنان كولونيل | كولونيل | كولونيل ماجور | جنرال دو بريكاد | جنرال دو ديفسيون | جنرال دو كور دارمي | جنرال دارمي | ماريشال |
| المرادف                                        | ملازم      | ملازم أول | نقيب    | رائد    | مقدم            | عقيد    | عميد          | لواء            | فريق             | فريق أول           | فريق حرب    | مشير    |
| ---------------------------------------------- | ---------- | --------- | ------- | ------- | --------------- | ------- | ------------- | --------------- | ---------------- | ------------------ | ----------- | ------- |
| الرتب                                          |            |           |         |         |                 |         |               |                 |                  |                    |             |         |

### ضباط الصف والجنود
| رتب ضباط الصف | جندي | جندي أول | كابورال | كابورال شاف | سيرجون | سيرجون شاف | سيرجون ماجور | اجودان | اجودان شاف |
| المرادف       | جندي | جندي أول | عريف    | عريف أول    | رقيب   | رقيب أول   | رقيب ثاني    | مساعد  | مساعد أول  |
| ------------- | ---- | -------- | ------- | ----------- | ------ | ---------- | ------------ | ------ | ---------- |
| الرتب         |      |          |         |             |        |            |              |        |            |

## رتب القوات المسلحة الملكية الجوية

### غير الضباط الجويين
- جندي
- عريف
- عريف رئيس
- رقيب
- رقيب رئيس
- رقيب أول
- مساعد (تنطق ادجوان)
- مساعد اول (تنطق ادجوان شاف)

### سلك الضباط
- ملازم فرعي (ضابط متخرج)
- ملازم
- ملازم أول
- نقيب
- رائد
- مقدم
- عقيد
- عقيد قائد (تنطق كولونيل ماجور)
- جنرال عميد جوي (تنطق جنرال دوبريغارد)
- جنرال لواء جوي (تنطق جنرال دو ديفيزيون)
- جنرال(فريق) (تنطق جنرال دو كور دارمي)
- جنرال فريق أول (تنطق جنرال دارمي)

## رتب القوات البحرية المغربية

### الضباط
| رتب ضباط القوات البحرية الملكية المغربية | رتب ضباط القوات البحرية الملكية المغربية | رتب ضباط القوات البحرية الملكية المغربية | رتب ضباط القوات البحرية الملكية المغربية | رتب ضباط القوات البحرية الملكية المغربية | رتب ضباط القوات البحرية الملكية المغربية | رتب ضباط القوات البحرية الملكية المغربية | رتب ضباط القوات البحرية الملكية المغربية | رتب ضباط القوات البحرية الملكية المغربية | رتب ضباط القوات البحرية الملكية المغربية | رتب ضباط القوات البحرية الملكية المغربية |
| ملازم                                    | ملازم أول                                | نقيب                                     | رائد                                     | مقدم                                     | عقيد                                     | عميد                                     | لواء                                     | فريق                                     | فريق أول                                 |                                          |
| ---------------------------------------- | ---------------------------------------- | ---------------------------------------- | ---------------------------------------- | ---------------------------------------- | ---------------------------------------- | ---------------------------------------- | ---------------------------------------- | ---------------------------------------- | ---------------------------------------- | ---------------------------------------- |
|                                          |                                          |                                          |                                          |                                          |                                          |                                          |                                          |                                          |                                          |                                          |

*تنطق رتب القوات البحرية الملكية المغربية باللغة الفرنسية عكس كل الدول العربية.

### ضباط الصف والجنود
| رتب ضباط الصف في القوات البحرية الملكية المغربية | رتب ضباط الصف في القوات البحرية الملكية المغربية | رتب ضباط الصف في القوات البحرية الملكية المغربية | الجنود |
| رقيب أول                                         | رقيب                                             | عريف                                             | جندي   |
| ------------------------------------------------ | ------------------------------------------------ | ------------------------------------------------ | ------ |
|                                                  |                                                  |                                                  |        |

## أسلاك ورتب القوات المساعدة
- المفتش العام للقوات المساعدة
- سلك المفتشون
  - مفتش ممتاز من الدرجة الأولى
  - مفتش ممتاز من الدرجة الثانية
  - مفتش ممتاز من الدرجة الثالتة
  - مفتش من الدرجة الأولى
  - مفتش من الدرجة الثانية
  - مفتش من الدرجة الثالتة
- سلك المساعدون
  - مساعد ممتاز من الدرجة الأولى
  - مساعد ممتاز من الدرجة الثانية
  - مساعد من الدرجة الأولى
  - مساعد من الدرجة الثانية
- سلك رجال الصف
  - مقدم رئيس
  - مقدم
  - مخزني